# Пентаналь
Пентана́ль (также называемый амиловым альдегидом или валериановым альдегидом) — это альдегид, молекулярная формула которого {\displaystyle {\ce {C5H10O}}}.

## Физические свойства
Бесцветная летучая легкокипящая жидкость с сильным, резким запахом. Поскольку в молекулах карбонильных соединений водородных связей нет, то температура кипения у них будет значительно ниже, чем у соответствующих спиртов. В пентанале она будет равна 103 °С. Мало растворим в воде и хорошо растворим в органических растворителях (этанол, эфир и др.).

## Химические свойства
Молярная масса составляет 86,13 г/моль.
Для пентаналя характерны:
- Реакции нуклеофильного присоединения
- Присоединение циановодородной кислоты
- Присоединение гидросульфитов
- Взаимодействие со спиртами
- Гидратация
- Присоединение реактивов Гриньяра
- Реакции полимеризации
- Реакции поликонденсации
- Окисление аммиачным раствором оксида серебра (реакция серебряного зеркала)
- Окисление гидроксидом меди
- Реакция Канниццаро
- Галогенирование
- Гидрирование: пентаналь способен присоединять водород, восстанавливаясь до пентанола
- Горение

## Получение
Чаще всего пентаналь получают окислением пентанола оксидом меди, но также возможны и другие варианты.

## Применение
Используется для получения пластмасс, конструкционного пластика, ароматизаторов. Также используется в медицине и ароматизации. 